# Jef de Jager
Jozef Ludovicus (Jef) de Jager (Helmond, 7 januari 1949) is een Nederlandse schrijver en cultureel antropoloog. 

## Biografie
De Jager werd geboren naast een fabriek in Helmond en groeide daar ook op. Hij heeft, ondanks een voltooide studie Culturele antropologie (UvA 1977), voornamelijk gepubliceerd over zijn geboortestreek en over Nederland. 
Na de autobiografische verhalenbundel Domme namen en de psychologische roman Het Laioscomplex, beide werken uitgegeven door De Bezige Bij, wendde hij zich tot non-fictie. In 1981 inventariseerde hij alle wereldse rituelen in Nederland; een exercitie die hij twintig jaar later herhaalde. 
In opdracht schreef De Jager geschiedenissen van een weeshuis, van diverse banken (De Nederlandsche Bank en ABN AMRO), een textielbedrijf en een herensociëteit. Zijn biografie in de ik-vorm van Albert Heijn was een bestseller. 
In Heimpijn verzamelde hij essayistisch werk. De Hemel van Helmond over de opkomst en ondergang van de beroemde Helmondse fabrikant Piet de Wit mag gelden als zijn magnum opus.

## Trivia
De figuur A. Blazer uit de romancyclus Het Bureau van J.J. Voskuil is gebaseerd op De Jager.

## Werken
- Domme namen (1977)
- Het Laioscomplex (1978)
- Volksgebruiken in Nederland, een nieuwe kijk op tradities (1981)
- Beeldhouwer Adri van Rooijen: ‘Ik ben geen beeldhouder’ (broch. 1985)
- In een ander thuis, de pedagogische geschiedenis van het R.C. Jongensweeshuis en Amstelstad in Amsterdam (1985)
- Mr. B.A.J.M. van Hellenberg Hubar/ Bob van Hellenberg Hubar (red. 1986)
- De bank van de gulden, organisatie en personeel van de Nederlandsche Bank 1814 -1989 (1989)
- Een vereniging als sociëteit, 1865 – 1990 (broch. 1990)
- De draad van de toekomst, opkomst, tegenslag en voorspoed van Koninklijke Nijverdal-ten Cate 1945 – 1990 (1991)
- Arm en rijk kunnen bij mij hun inkopen doen, de geschiedenis van Albert Heijn en Koninklijke Ahold (1995)
- Albert Heijn, de memoires van een optimist (1997)
- De harde leerschool 1914 -1950, in: Wereldwijd bankieren ABN AMRO, 1824 -1999, red. Joh. de Vries, Wim Vroom en Ton de Graaf (1999)
- Rituelen, nieuwe en oude gebruiken in Nederland (2001)
- Heimpijn, ondergrondse aantekeningen (2005)
- Stampende machines, industriële ontwikkeling in Helmond en omstreken, i.s.m. Giel van Hooff, Lily Hollanders en Frans Smits (2006)
- De hemel van Helmond, opkomst en ondergang van een groot-industrieel (2007)
- De Helmondse ziekte (2007, vermeerderde druk 2008)
- Van Wesselman tot Wesselman, i.s.m. Pieter de Baaij (2008)
- De Aarle-Rixtelseweg, of: der elite blues (2008)
- Helmondse helden, biografische schetsen (2009)
- De King-familie, geschiedenis van een pepermuntje (2010)
- Zalig de rijke die het goud niet najaagt; Willem Prinzen, fabrikant, politicus en filantroop (2015)
- Faber Pallets, kroniek van een familiebedrijf, i.s.m. Kees Faber en Peter Zwaal (2020)
- Symfonie van de Betuwe, Jan van Anrooy 1901 - 1988 (2021)
- Antoon Kruysen (1898 - 1977), een Franse Brabander (2023)